# Cambridge United
Cambridge United (offiziell: Cambridge United Football Club) – auch bekannt als United und The U’s – ist ein Fußballverein aus der englischen Stadt Cambridge.
Die Mannschaft von Cambridge United spielt im Abbey Stadium, das derzeit 8.127 Besuchern Platz bietet und sowohl Steh- als auch Sitzplatztribünen besitzt. Das Team tritt in Heimspielen traditionell in bernsteinfarben-schwarzen Trikots an, wobei diese je nach Design entweder vollständig gestreift sind oder auf Basis dieser beiden Farben in den verschiedensten Mustern auftreten.
Der Verein verbrachte während seiner Zugehörigkeit im  Profifußball insgesamt acht Spielzeiten in der zweithöchsten englischen Spielklasse. United erreichte zweimal das Viertelfinale des FA Cups und in der Saison 1992/93 im Ligapokal die Runde der letzten acht Mannschaften.
Nachdem der Klub 35 Jahre im Profifußballverband der Football League gespielt hatte, stieg er 2005 in die semiprofessionelle Conference National (heute National League) ab, die fünfthöchste englische Spielklasse. Seit dem Wiederaufstieg 2014 spielen die U’s in der viertklassigen EFL League Two. Nach der Saison 2020/21 stieg der Verein als Vizemeister in die drittklassige EFL League One auf.

## Geschichte

### Von der Gründung bis zur Profiliga
Der Verein wurde 1912 als Abbey United gegründet, benannt nach dem Stadtteil Abbey. Obwohl ein Verein namens Cambridge United ab 1909 in Cambridge existierte, war er nicht mit dem heute existierenden Verein verbunden. Der Klub spielte in den Anfangsjahren mit einigem Erfolg in lokalen Amateurligen. Er trug seine Heimspiele auf wechselnden Plätzen um Cambridge aus, bevor er mit dem Abbey Stadium eine dauerhafte Spielstätte erhielt. 1949 erlangte der Verein den professionellen Status und änderte 1951 seinen Namen in Cambridge United. Die U’s spielten in der Eastern Counties League, bis sie 1957/58 Vizemeister wurden und in die Southern League gewählt wurden. Drei Jahre später erreichte Cambridge United die Premier Division der Southern League.

### Aufnahme in die Football League
1970 wurde der Verein nach zwei aufeinanderfolgenden Titeln in der Southern League in die Football League gewählt, um Bradford Park Avenue zu ersetzen. Acht Jahre später stiegen die U’s die Second Division auf und erreichten 1980 den 8. Platz. Mit nur vier gewonnenen Ligaspielen stieg Cambridge 1984 in die Football League Third Division ab. Auch eine Spielklasse niedriger gelangen nur vier Saisonsiege, so dass 1985 der unmittelbare Abstieg in die Fourth Division folgte. Dort setzte sich der Absturz in der Saison 1985/86 nahezu ungebremst fort. Die U’s belegten unter 24 Mannschaften den 22. Platz. Es war die letzte Saison, in der die vier letztplatzierten Klubs der Liga eine Wiederwahl beantragen mussten. Cambridge und die übrigen drei Teams Exeter City, Preston North End und Torquay United behielten ihren Ligastatus und durften in der folgenden Saison 1986/87 erneut an der Fourth Division teilnehmen.

### Erfolge in den frühen 1990er Jahren
Nachdem in den folgenden Jahren Plätze im Mittelfeld der Tabelle erreicht wurden, qualifizierte sich Cambridge United 1990 als Sechster für die Aufstiegs-Play-offs. Unter Trainer John Beck, der von 1986 bis 1989 als Spieler für Cambridge in 112 Partien 11 Tore erzielt hatte, gelang im Wembley-Stadion gegen den FC Chesterfield ein 1:0-Erfolg und der damit verbundene Wiederaufstieg in die Third Division. Mit der Meisterschaft 1991 schaffte das Team den Durchmarsch in die Second Division. Dort schien sich der unaufhaltsame Aufstieg fortzusetzen. Cambridge stand im November 1991 an der Tabellenspitze der Second Division und qualifizierte sich als Fünfter für die Aufstiegs-Playoffs zur neu gegründeten Premier League. Nach einem 1:1 im heimischen Abbey Stadium im Hinspiel des Halbfinales gegen Leicester City verloren die U’s das Rückspiel mit 0:5 und schieden aus dem Aufstiegsrennen aus. Schlüsselspieler dieser erfolgreichen Zeit waren die beiden Stürmer John Taylor und Dion Dublin, der 1988 ablösefrei von Norwich City nach Cambridge gekommen war. Kurz nach dem verpassten Aufstieg wechselte Dublin für £ 1 Million zu Manchester United. Taylor hatte den Klub bereits im März 1992 verlassen.

### Ende des Höhenfluges und Abstieg
In der folgenden Saison kämpfte Cambridge gegen den Abstieg aus der First Division, wie die zweithöchste Spielklasse nach Einführung der Premier League fortan hieß. Trainer John Beck wurde im Oktober 1992 entlassen. Im Dezember 1992 wurde der von Birmingham City verpflichtete Mittelfeldspieler Ian Atkins zum Spielertrainer ernannt. Zwar stieß Cambridge im League Cup bis ins Viertelfinale vor, stieg jedoch als Tabellenvorletzter in die dritte Liga ab. Daraufhin wurde Atkins durch Becks ehemaligen Assistenten Gary Johnson ersetzt.
Cambridge beendete die  Saison 1993/94 auf dem zehnten Platz. In der darauffolgenden Saison stieg die Zahl der Absteiger in den unteren Ligen aufgrund der Verkleinerung der Premier League von 22 auf 20 Mannschaften. Dadurch reichte der fünftletzte Platz in der Saison 1994/95 nicht zum Klassenerhalt und Cambridge United stieg in die Third Division ab.
Kurz vor Saisonende im April 1995 war Jugendtrainer Tommy Taylor zum Cheftrainer befördert worden. Mit einem 16. Platz konnte er die Hoffnungen auf einen sofortigen Wiederaufstieg jedoch nicht erfüllen. Daraufhin wechselte Taylor zu Leyton Orient und wurde durch Roy McFarland ersetzt. Unter McFarland gelang 1999 der Aufstieg in die Second Division. In den beiden folgenden Spielzeiten wurde der Klassenerhalt knapp erreicht. Im März 2001 verließ McFarland den Verein und John Beck kehrte zurück, um den Klub vor dem Abstieg zu retten. Mitte der Saison 2001/02 wurde Beck entlassen und durch den früheren Stürmer John Taylor ersetzt, der als Spieler maßgeblich an den Erfolgen des Klubs zu Beginn der 1990er Jahre beteiligt war. Zwar erreichte Taylor mit Cambridge das Finale der Football League Trophy, wo der Klub im Millennium Stadium von Cardiff dem FC Blackpool mit 1:4 unterlag, konnte den Abstieg in die Third Division jedoch nicht verhindern. Er blieb dennoch bis März 2004 im Amt. Als Cambridge in den Niederungen der Third Division um den Klassenerhalt zu kämpfen hatte, wurde der Franzose Claude Le Roy als neuer Chefcoach verpflichtet. Le Roy gewann vier der verbleibenden acht Spiele und hielt United mit einem komfortablen Vorsprung in der Liga. In der folgenden Saison nahm Hervé Renard seinen Platz ein, der nach nur fünf Monaten entlassen und durch Steve Thompson ersetzt wurde.

### Abstieg in die Conference und finanzielle Notlage
Thompson war nicht in der Lage, Cambridge vor dem Abstieg zu retten. Nach 35 Jahren in der Football League stieg der Klub in die Football Conference ab. Sportlich und finanziell stand der Verein vor dem Aus. In der Vergangenheit hatte CU den Spielerkader überwiegend aus dem Erlös von Spielertransfers finanziert. Nicht zuletzt nach dem Bosman-Urteil 1995 war der Verein gezwungen, Kredite aufzunehmen. Sogar ein Verkauf des Vereins wurde erwogen. Da keine Aussicht auf eine Rückzahlung der Schulden in Höhe von fast £ 1 Million bestand, beantragte der Vorstand am 29. April 2005 die Insolvenz. Im Rahmen einer Kostensenkungsmaßnahme wurden Thompson und vier weitere Mitarbeiter entlassen. Rob Newman übernahm das Traineramt. Trotz des Verkaufs der beiden hoffnungsvollen Talente Dave Kitson und John Ruddy 2004 und 2005 drückten den Verein weiterhin Schulden von über £ 500.000.
Am 22. Juli 2005 wurde die Insolvenz mit Hilfe der Vermittlung des damaligen Sportministers Richard Caborn durch eine Vereinbarung mit HM Revenue and Customs abgewendet, einer nichtministeriellen Abteilung der britischen Regierung, die für die Erhebung von Steuern, die Zahlung bestimmter Formen staatlicher Unterstützung und die Verwaltung anderer Regulierungssysteme zuständig ist.
Die finanziellen Probleme blieben dennoch bestehen. Im Dezember 2005 wurde bekannt, dass der Klub mit dem Nachbarverein, Cambridge City FC, Gespräche über eine mögliche Fusion führte. Beide Parteien stimmten überein, dass Cambridge mit 110.000 Einwohnern nicht groß genug sei, um zwei professionellen Fußballvereinen ein Auskommen zu sichern. Ein Zusammenschluss wurde als vorteilhaft angesehen und sollte mindestens einer Mannschaft der Stadt die Teilnahme am professionellen Spielbetrieb sichern. Fangruppen beider Vereine reagierten jedoch ablehnend, da sie die Identität ihrer Vereine gefährdet sahen. Besonders die Fans von City befürchteten, dass es sich eher um eine Übernahme durch United als um eine Fusion auf Augenhöhe handeln würde.
Auch sportlich blieb der Erfolg zunächst aus. In der Conference National 2005/06 kam das Team nicht über den 12. Platz hinaus. Am 5. Juni 2006 trat der Klubvorsitzende Terry Baker unter Berufung auf die nicht funktionierende Kommunikation innerhalb des Vorstands von seinem Amt zurück, was am 6. Juni zur Ernennung von Brian Attmore, dem Vorsitzenden der Fanclubs, zum Vorsitzenden führte. Die Folgen dieses Ereignisses veranlassten Großaktionär Paul Barry zu der Behauptung, dass es „tiefe Spaltungen innerhalb des Clubs auf Personal- und Vorstandsebene“ gäbe und dass ein neuer Vorstand eingerichtet werden müsse, um die Stabilität im Club zu gewährleisten, damit das Ziel erreicht werden könne, der Aufstieg zurück in die Football League. Jeder neue Vorstand müsse sich weiterhin mit finanziellen Problemen auseinandersetzen, die Ende Juni 2006 durch die Nachricht bekräftigt wurden, dass die Fangruppe Cambridge Fans United dem Verein £ 20.000 geliehen hatte, um die Löhne zahlen zu können. Barry bestätigte außerdem am 6. August 2006, dass der Verein nach einem erneuten Mittelzufluss in der kommenden Spielzeit die Gewinnschwelle erreichen werde.

### Rückkehr in die Football League
Nach einem katastrophalen Saisonstart wurde Coach Newman nach einer 1:3-Niederlage gegen Exeter City entlassen. Am 15. September 2006 wurde Jimmy Quinn als neuen Trainer vorgestellt. Im Dezember 2006 erlitt das Team in der FA Trophy eine erniedrigende 0:5-Niederlage gegen den Lokalrivalen FC Histon und verlor sechs Ligaspiele in Folge. Auf einer außerordentlichen Hauptversammlung am 26. März 2007 wurde der Einstieg des US-amerikanischen Geschäftsmanns Adrian Hanauer als Investor ermöglicht. Am Ende der Saison sicherten sich die U's den Klassenerhalt, indem sie fünf ihrer letzten sieben Spiele gewannen.
In der Saison 2007/08 verpasste Cambridge United den einzigen direkten Aufstiegsplatz, den Aldershot Town belegte. Im Conference Play-off-Finale um den zweiten Aufstiegsplatz unterlagen die U's Exeter City mit 0:1. In der folgenden Saison belegte United erneut den zweiten Platz. Wieder erreichten die U's das Play-off-Finale, das sie diesmal gegen Torquay United mit 0:2 verloren.
Es folgten vier mittelmäßige Spielzeiten, bevor Cambridge in der Saison 2013/14 erneut den zweiten Platz in der Conference National belegte. Durch einen 2:1-Sieg im Play-off-Finale gegen Gateshead F.C. gelang es, die neunjährige Abwesenheit von der Football League zu beenden.
In der ersten Saison nach der Rückkehr in die Football League qualifizierte sich Cambridge United für die vierte Runde des FA Cups, in der die U‘s gegen Manchester United im Abbey Stadium ein torloses Unentschieden erreichten. Das Wiederholungsspiel in Old Trafford gewann Manchester United mit 3:0. In der Liga beendete Cambridge die Saison 10 Punkte vor den Abstiegsrängen als 19. Die folgende Saison begann schlecht, so dass Aufstiegstrainer Richard Money im November 2015 entlassen und durch Shaun Derry ersetzt wurde. Nach einer ungeschlagenen Serie von sechs Spielen erhielt Derry die Auszeichnung „League Two Manager of the Month“ für den Dezember 2015. Die U's beendeten die Saison 2015/16 auf dem 9. Platz mit 68 Punkten. Die folgende Saison 2016/17 wurde auf dem 11. Platz beendet. Während der Saison 2017/18 wurde Derry im Februar 2018 entlassen. Sein Assistent Joe Dunne führte das Team auf einen 12. Platz und wurde zum Chefcoach befördert. Nach einem schlechten Verlauf der Saison 2018/19 wurde Dunne nach dem 20. Spieltag entlassen. Der Klub stand zu diesem Zeitpunkt auf dem 21. Platz. Seinem im Dezember 2018 verpflichteten Nachfolger Colin Calderwood gelang bis Saisonende keine Verbesserung in der Tabelle. Dennoch wurde der Klassenerhalt mit sechs Punkten Vorsprung auf die Abstiegsränge erreicht.

## Rekorde

### Ergebnisse
- Höchster Liga-Sieg: 7:0 (gegen FC Weymouth, Conference National, März 2007)
- Höchster Pokalsieg: 5:1 (gegen Bristol City, FA Cup 5. Round Zweites Rückspiel, 1990)[13]
- Höchste Liga-Niederlage:[13]
  - 0:6 (gegen Aldershot Town, Division Three, 1974)
  - 0:6 (gegen den FC Darlington, Division Four, 1974)
  - 0:6 (gegen den FC Chelsea, Division Two, 1983)
- Höchste Pokalniederlage: 0:7 (gegen den AFC Sunderland, League Cup 2. Runde, 2002)[13]

### Spieler
- Meiste Tore in einem Spiel: 5 – Steve Butler (gegen Exeter City, April 1994)[13]
- Meiste Liga-Spiele: 416 – Steve Spriggs (1975–1987)[13]
- Jüngster Spieler: Andy Sinton – 16 Jahre und 228 Tage (gegen Wolverhampton Wanderers, November 1982)[13]
- Ältester Spieler: John Taylor – 39 Jahre (in der Saison 2003/04)[13]
- Höchste bezahlte Ablösesumme: £190.000 – Steve Claridge (von Luton Town, November 1992)[13]
- Höchste erhaltene Ablösesumme:[13]
  - £1.000.000 – Dion Dublin (zu Manchester United, August 1992)
  - £1.500.000 – Trevor Benjamin (zu Leicester City, Juli 2000)

### Verein
- Meiste Liga-Punkte in einer Saison: 86 (Division Three, 1990/91)[13]
- Meiste Liga-Tore in einer Saison: 87 (Division Four, 1976/77)[13]
- Höchste Besucherzahl: 14.000 (gegen den FC Chelsea, Mai 1970)[14]
- Höchste Besucherzahl (Ligaspiel): 11.406 (gegen West Ham United, 7. April 1979)